# Morrissey
Steven Patrick Morrissey o simplemente Morrissey (Davyhulme, Mánchester, 22 de mayo de 1959) es un cantante, compositor y autor británico. Llegó a la prominencia como el líder de The Smiths, una banda de rock que estuvo activa desde 1982 hasta 1987. Desde entonces, ha creado una carrera comercialmente exitosa como solista. Su música se caracteriza por su estilo vocal y su distintivo contenido lírico con temas recurrentes de aislamiento emocional, anhelo sexual, autodegradación y humor negro, además de posturas antisistema.[cita requerida]
Nacido en Davyhulme, Mánchester, de una familia de inmigrantes irlandeses de clase obrera, creció en Mánchester. De niño desarrolló un amor por la literatura y la música pop. A finales de la década de 1970, lideró la banda de punk rock The Nosebleeds con poco éxito antes de comenzar una carrera en periodismo musical y escribir varios libros sobre música y cine a principios de la década de 1980. Junto con Johnny Marr formaron The Smiths en 1982, obteniendo reconocimiento nacional por su álbum debut homónimo. Como líder de la banda, llamó la atención por su jopo y por sus letras ingeniosas y sardónicas. Evitando deliberadamente el machismo rupestre, él cultivó la estética de un intruso social sexualmente ambiguo que abrazaba el celibato. Los Smiths lanzaron otros tres álbumes de estudio: Meat is Murder, The Queen is Dead y Strangeways, Here We Come, que generaron sencillos exitosos. La banda fue aclamada por la crítica y atrajo un seguimiento de culto. Las diferencias personales entre Morrissey y Marr resultaron en la separación de los Smiths en 1987.
En 1988 lanzó su carrera solista con Viva Hate. Este álbum y los que le siguieron —Kill Uncle, Your Arsenal y Vauxhall and I— posicionaron favorablemente en la lista de álbumes del Reino Unido. Durante este tiempo su imagen comenzó a cambiar a la de una figura más corpulenta, coqueteando con imágenes patrióticas y una masculinidad de clase obrera. A mediados y finales de la década de 1990, sus álbumes Southpaw Grammar y Maladjusted también posicionaron en las listas, pero no fueron bien recibidos por los críticos. Reubicado en Los Ángeles, tomó un paréntesis musical desde 1998 hasta 2003 antes de lanzar un aclamado álbum de regreso, You Are the Quarry, en 2004. En los años siguientes lanzó los álbumes Ringleader of the Tormentors, Years of Refusal, World Peace Is None of Your Business y Low in High School, así como una autobiografía y una novela.
Muy influyente, ha sido acreditado como una figura seminal en la aparición del indie rock y del britpop. Es a menudo considerado como uno de los mejores letristas de la historia británica, con sus letras convirtiéndose en tema de estudio académico. Ha generado controversia desde el principio en su carrera musical con sus opiniones francas: respaldando el vegetarianismo y los derechos de los animales, criticando a la realeza y a los políticos prominentes, y defendiendo una visión particular de la identidad nacional inglesa. En una encuesta de 2006 para The Culture Show de la BBC, fue votado como el segundo mayor icono cultural británico viviente.

## Biografía

### 1959-1976: Infancia
Steven Patrick Morrissey nació el 22 de mayo de 1959, en el hospital Park, en Davyhulme, Lancashire. Lo nombraron Steven por el actor estadounidense Steve Cochran. Sus padres —Peter Morrissey y Elizabeth Dwyer— eran católicos irlandeses de clase trabajadora. Emigraron a Mánchester desde Dublín con su hermana Jacqueline, mayor que él por un año. Su primer hogar fue una vivienda social en la calle Harper en el área de Hulme, en el interior de Mánchester. De niño se vio profundamente afectado por los asesinatos de los páramos en los que un número de niños locales fueron asesinados por Ian Brady y Myra Hindley; los asesinatos tuvieron una impresión duradera en él y luego se le haría referencia en la canción de los Smiths «Suffer Little Children». También tomó consciencia del sentimiento sectario de la sociedad británica contra los inmigrantes irlandeses. En 1970, la familia se trasladó a otra vivienda social en la calle King's Road en Stretford.
Después de asistir a la escuela primaria de St. Wilfred, Morrissey desaprobó su examen final y comenzó a estudiar en la escuela técnica moderna de St. Mary, una experiencia que encontró desagradable. Aunque sobresalía en atletismo, era un solitario impopular en la escuela. Él ha sido crítico sobre su educación, más tarde afirmando que «la educación que recibí era básicamente malvada y brutal. Todo lo que aprendí fue no tener autoestima y sentir vergüenza sin saber por qué.» Morrissey dejó la escuela en 1975 y continuó su educación en la Universidad Técnica de Stretford. Allí obtuvo reconocimiento en literatura inglesa, sociología y periodismo. La relación entre los padres de Morrissey era tensa y finalmente se separaron en diciembre de 1976.
La madre de Morrissey, una bibliotecaria, alentó el interés de su hijo en la lectura. Él se interesó por la literatura feminista, y particularmente apreciaba al autor irlandés Oscar Wilde, a quien llegó a idolatrar. También era un fanático entusiasta de la serie televisiva Coronation Street y llegó a enviarle guiones e historias a la productora de la serie, Granada Television, aunque todos fueron rechazados; como también de A Taste of Honey de Shelagh Delaney y su adaptación cinematográfica de 1961. Muchas de sus canciones posteriores son citas directas de A Taste of Honey.
Sobre su juventud, Morrissey dijo: «la música pop fue todo lo que tuve, estaba completamente obsesionado con la imagen de la estrella de pop. Recuerdo sentir que la persona que cantaba estaba conmigo y me entendía a mí y a mi incomodidad». Más tarde reveló que el primer disco que compró fue el sencillo de Marianne Faithfull de 1964, «Come and Stay with Me». Durante la década de 1970 se convirtió en un fan del glam rock, disfrutando del trabajo de artistas ingleses como T. Rex, David Bowie y Roxy Music. También fue fan de artistas de glam rock estadounidenses como Sparks, Jobriath y New York Dolls. Además, formó un club de fans británico para esta última banda, atrayendo a miembros a través de pequeños anuncios en las páginas de atrás de las revistas de música. Fue a través del interés de los New York Dolls en cantantes de pop femenino de la década de 1960 que Morrissey también desarrolló una fascinación por estos artistas, que incluían a Sandie Shaw, Twinkle y Dusty Springfield.

### 1977-1981: Primeras bandas y libros

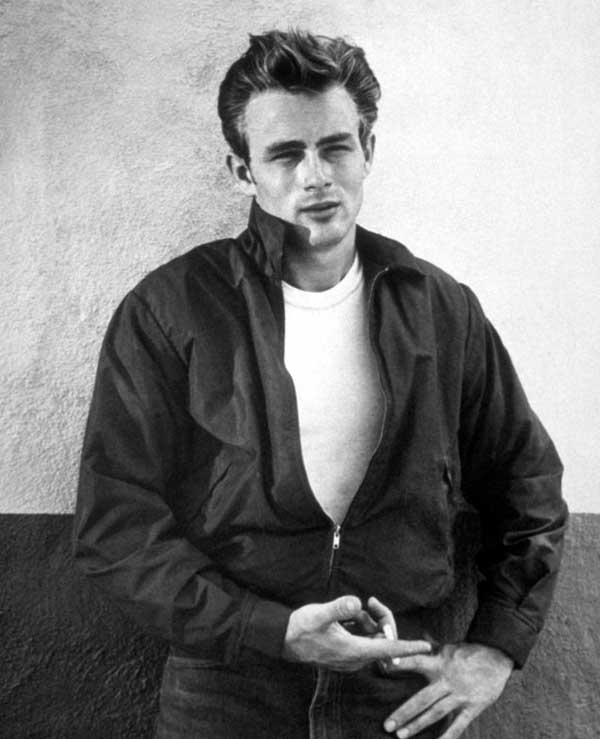
Morrissey idolatró al actor estadounidense James Dean y publicó un libro sobre él

Después de abandonar la universidad, Morrissey pasó por una serie de trabajos: como empleado de servicio civil, en la Agencia Tributaria del Reino Unido, como vendedor en una tienda de discos y como portero de un hospital. Luego dejó de trabajar y reclamó el seguro de desempleo. Morrissey utilizó gran parte del dinero de estos trabajos para comprar entradas para conciertos, asistiendo a presentaciones de Talking Heads, los Ramones y Blondie. En noviembre de 1977, conoció al guitarrista Billy Duffy, quien le ofreció un puesto como vocalista en su banda punk, The Nosebleeds. Morrissey coescribió una serie de canciones con la banda, «Peppermint Heaven», «I Get Nervous» y «I Think I'm Ready for the Electric Chair», y tocó con ellos como banda soporte para Jilted John y luego para Magazine. Poco tiempo después, la banda se disolvió.
Después de la ruptura de The Nosebleeds, Morrissey se unió a Slaughter & the Dogs, reemplazando brevemente al cantante original Wayne Barrett. Grabó cuatro canciones con la banda y audicionó para un contrato discográfico en Londres. Cuando la audición fracasó, Slaughter & The Dogs se convirtió en Studio Sweethearts sin Morrissey. Morrissey llegó a ser conocido como una figura notable dentro de la comunidad punk de Mánchester. Alrededor de 1981, se había convertido en el amigo íntimo de Linder Sterling, la líder del conjunto de punk-jazz Ludus; y tanto sus letras como su estilo de canto influyeron en él. A través de Sterling, él llegó a conocer a Howard Devoto y a Richard Boon. En ese momento, el mejor amigo de Morrissey era James Maker; él visitaría a Maker en Londres o se reunirían en Mánchester, donde frecuentaban bares y clubes gays de la ciudad.
Morrissey consideró una carrera en periodismo musical, con la intención de convertirse en un escritor profesional. Con frecuencia le escribía cartas a la prensa musical y finalmente fue contratado por la editorial de reseñas de música semanal Record Mirror. Asimismo, fue autor de varios libros cortos para la editorial local Babylon Books y en 1981 lanzó un folleto de 24 páginas que había escrito sobre los New York Dolls, que vendió 3000 copias. Esto fue seguido por James Dean is Not Dead, un volumen que escribió sobre la estrella de cine estadounidense James Dean. Morrissey había desarrollado un amor por Dean y su dormitorio estaba cubierto de fotos del actor fallecido.

## The Smiths

### 1982-1984: Formación
En agosto de 1978, Morrissey fue presentado brevemente a Johnny Marr de casi 15 años, por conocidos mutuos en un concierto de Patti Smith en el teatro Apollo de Mánchester. En mayo de 1982, Marr se dirigió a su puerta para preguntarle si estaba interesado en cofundar una banda. Marr estaba impresionado de que Morrissey hubiera escrito un libro sobre los New York Dolls y se inspiró para aparecer en su puerta siguiendo el ejemplo de Jerry Leiber, quien había formado su asociación con Mike Stoller después de aparecer en la puerta de este último. Según Morrissey: «Concordamos excelentemente. Éramos muy parecidos». Al día siguiente, Morrissey telefoneó a Marr para confirmar que estaba interesado en formar una banda con él. Steve Pomfret, quien había sido el primer bajista de la banda, pronto la abandonó y fue reemplazado por Dale Hibbert. En la época de la formación de la banda, Morrissey decidió que usaría artísticamente solo su apellido, con Marr refiriéndose a él como «Mozzer» o solo «Moz». En 1983, llegó a prohibir a personas cercanas a él llamarlo por su nombre «Steven». Morrissey también fue responsable de elegir el nombre de la banda de «The Smiths», ya que era «el nombre más ordinario y pensé que era tiempo de que la gente ordinaria del mundo mostrara sus rostros».
En agosto de 1982, grabaron su primer demo en los estudios Decibel de Mánchester y Morrissey llevó la grabación a Factory Records, quienes no estaban interesados. A finales del verano de 1982, Mike Joyce fue nombrado como el baterista de la banda después de una audición exitosa. En octubre de 1982, dieron su primera presentación pública como banda soporte para Blue Rondo à la Turk en The Ritz. Sin embargo, Hibbert no estaba contento con lo que él percibía como la estética gay de la banda; a su vez, Morrissey y Marr estaban descontentos con su manera de tocar el bajo, por lo que fue retirado de la banda y reemplazado por el amigo de Marr, Andy Rourke.
Después de que la compañía discográfica EMI los rechazara, Morrissey y Marr visitaron Londres para entregar un casete de sus grabaciones a Geoff Travis, del sello discográfico independiente Rough Trade Records. Aunque no firmaron un contrato de inmediato, accedieron a lanzar su canción «Hand in Glove» como sencillo en mayo de 1983. Morrissey eligió un diseño homoerótico con una fotografía de Jim French. La banda pronto generó controversia cuando Garry Bushell del periódico The Sun alegó que su lado B «Handsome Devil» era «una apología a la pedofilia». La banda negó esto, con Morrissey afirmando que la canción «no tiene nada que ver con los niños, y ciertamente nada que ver con el acoso de niños». A raíz del lanzamiento del sencillo, la banda realizó su primer concierto significativo en Londres, ganó difusión radial con una sesión de estudio para John Peel y obtuvo sus primeras entrevistas en las revistas de música NME y Sounds.
Los sencillos que le siguieron, «This Charming Man» y «What Difference Does It Make?», fueron mejor posicionados en el UK Singles Chart y alcanzaron los puestos 25 y 12, respectivamente. Con la ayuda del elogio de la prensa musical y de las sesiones de estudio en BBC Radio 1, los Smiths comenzaron a obtener una base de fanáticos dedicada. En febrero de 1984, lanzaron su álbum debut, The Smiths, que alcanzó el número 2 en la lista de álbumes del Reino Unido.
Como líder de los Smiths, Morrissey, descrito como un «flacucho, de voz suave, con mechas y anteojos,» subvertía muchas de las normas que estaban asociadas con la música pop y rock. La simplicidad estética de la banda fue una reacción al exceso estético de los New Romantics, y mientras que Morrissey adoptó una apariencia andrógina como ellos o los anteriores roqueros glam, el suyo era mucho más sutil y discreto. Según un comentarista, «él era un aficionado a los libros; llevaba anteojos y un audífono en el escenario; era célibe. Lo peor de todo, es que él era sincero», con su música siendo «tan intoxicantemente melancólica, tan peligrosamente reflexiva, tan seductivamente graciosa que atrajo a sus oyentes... en una relación con él y su música en lugar de él con el mundo». En un documento académico sobre la banda, Julian Stringer caracterizó a los Smiths como «uno de los grupos más abiertamente políticos de Gran Bretaña», mientras que Andrew Warns los denominó «la banda más anticapitalista». Morrissey había sido particularmente vocal en sus críticas a la entonces primera ministra Margaret Thatcher; después del atentado del Grand Hotel de Brighton de 1984, comentó que su «único lamento» era «que Thatcher escapó ilesa». En 1988 afirmó que el artículo 28 «encarna la naturaleza misma de Thatcher y su odio de nacimiento».

### 1984-1987: Éxito comercial
| [Morrissey] jugó con la incomodidad social del inadaptado y el raro, con su voz suavemente inquietante que se tambaleaba de repente hacia arriba en un falsetto, vestido con camisas de mujeres de talle grande, anteojos y un audífono del estilo de Johnnie Ray, rechazando todas las cualidades del rock n' roll machista. Este joven encantador era, en la lengua vernácula de la época, la antítesis de un 'rockero' — siempre más cerca del irónico Alan Bennett o el diarista auto-lacerante Kenneth Williams, que de un licencioso Mick Jagger o drogado Jim Morrison. —Paul A. Woods, 2007. |

En 1984, la banda lanzó dos sencillos que no pertenecían a ningún álbum: «Heaven Knows I'm Miserable Now» (su primer Top 10 del Reino Unido) y «William, It Was Really Nothing». El año terminó con el álbum recopilatorio Hatful of Hollow, donde recopilaron sencillos, lados B y versiones de canciones que habían sido grabadas a lo largo del año anterior para las sesiones de Peel y Jensen. A principios de 1985, la banda lanzó su segundo álbum, Meat is Murder, que fue su único álbum de estudio que posicionó primero en las listas del Reino Unido. El sencillo «Shakespeare's Sister» alcanzó el número 26 en el UK Singles Chart, aunque el único sencillo tomado del álbum, «That Joke Isn't Funny Anymore», fue menos exitoso y apenas llegó al Top 50. «How Soon Is Now?» era originalmente un lado B del sencillo «William, It Was Really Nothing», y fue presentado posteriormente en Hatful of Hollow y en las ediciones estadounidense, canadiense y australiana de Meat is Murder. Posteriormente, fue lanzado como sencillo en el Reino Unido en 1985 y alcanzó el puesto 24.
Durante 1985, la banda emprendió largas giras por el Reino Unido y Estados Unidos mientras grababan su tercer disco de estudio, The Queen is Dead. El álbum fue lanzado en junio de 1986, poco después del sencillo «Bigmouth Strikes Again». El álbum alcanzó el número 2 en las listas del Reino Unido. Sin embargo, todo no marchaba bien dentro de la banda debido a una disputa legal con Rough Trade que había retrasado el álbum por casi siete meses (se había completado en noviembre de 1985), y además Marr estaba comenzando a sentir el estrés de la agotadora gira y el horario de grabación de la banda. Mientras tanto, Rourke fue despedido a principios de 1986 por su consumo de heroína. Él fue reemplazado temporalmente en el bajo por Craig Gannon, pero fue reincorporado quince días después. Gannon permaneció en la banda, en la posición de guitarrista rítmico. Con cinco en la banda, grabaron los sencillos «Panic» y «Ask» (con Kirsty MacColl en coros) que alcanzaron los puestos 11 y 14, respectivamente. Después de que la gira terminó en octubre de 1986, Gannon dejó la banda. La banda se había frustrado con Rough Trade y buscaron otro contrato discográfico con una discográfica importante. Cuando firmaron con EMI, atrajeron crítica de algunos de los fanes de la banda.
A principios de 1987, el sencillo «Shoplifters of the World Unite» fue lanzado y alcanzó el número 12 en el UK Singles Chart. Fue seguido por un segundo álbum recopilatorio, The World Won't Listen, que alcanzó el número 2 en las listas, y el sencillo «Sheila Take a Bow», el segundo (y último durante la vida de la banda) Top 10 del Reino Unido. A pesar del éxito, las diferencias personales dentro de la banda, incluyendo la tensa relación entre Morrissey y Marr, los vieron al borde de la ruptura. En julio de 1987, Marr dejó la banda y las audiciones para encontrar un sustituto demostraron ser infructuosas.
En el momento en que el cuarto álbum de la banda Strangeways, Here We Come fue lanzado en septiembre, la banda ya se había disuelto. La ruptura en la relación se ha atribuido en parte a la molestia de Morrissey con el trabajo de Marr con otros artistas y a la creciente frustración de Marr con la inflexibilidad musical de Morrissey. En una entrevista de 1989 con el entonces fanático adolescente Tim Samuels, Morrissey la atribuyó a la falta de una figura administrativa. Strangeways alcanzó el puesto número 2 en el Reino Unido y fue un éxito menor en los Estados Unidos.

## Solista

### 1988-1991: Primeros lanzamientos
Varios meses antes de que The Smiths se disolviera, Morrissey contrató a Stephen Street como su productor personal y nuevo compañero de composición, con quién comenzó su carrera solista. En septiembre de 1987, comenzó a trabajar en su primer álbum, Viva Hate, en Wool Hall Studios cerca de Bath; y fue grabado con los músicos Vini Reilly y Andrew Paresi. En lugar de tener imágenes de celebridades en sus portadas, como había hecho con los Smiths, la imagen de la portada de Viva Hate presentaba una fotografía de Morrissey tomada por Anton Corbijn. En febrero de 1988, EMI lanzó el primer sencillo, «Suedehead», que alcanzó el número 5 en la lista de sencillos británicos, una posición más alta que cualquier sencillo de los Smiths. El segundo sencillo, «Everyday Is Like Sunday», fue lanzado en junio y alcanzó el número 9. El álbum encabezó las listas de álbumes del Reino Unido. La canción final del álbum, «Margaret on the Guillotine», contó con descripciones de Thatcher siendo ejecutada; en respuesta, el miembro conservador del Parlamento Geoffrey Dickens acusó a Morrissey de estar involucrado en una red terrorista y la policía llevó a cabo un allanamiento en su casa de Mánchester.
La primera presentación como solista de Morrissey tuvo lugar en el Civic Hall de Wolverhampton en diciembre de 1988. El evento atrajo enormes multitudes, con el periodista de NME James Brown observando que «la emoción y la atmósfera dentro del pasillo era como nada que haya experimentado en cualquier evento público.» Después del álbum, Morrissey lanzó dos nuevos sencillos; «The Last of the Famous International Playboys» que trataba sobre los gemelos Kray, quienes fueron gánsteres que operaban en el East End de Londres, y alcanzó el número 6. Esto fue seguido por «Interesting Drug», que alcanzó el número 9. Después de que su relación con Street terminara y fuera reemplazado por Alan Winstanlen y Clive Langer, grabó «Ouija Board, Ouija Board», lanzado como sencillo en noviembre de 1989; alcanzó el número 18. Los portavoces cristianos y periódicos condenaron la canción, alegando que promovía el ocultismo, a lo que Morrissey respondió que «el único contacto que he hecho con los muertos fue cuando una vez hablé con un periodista de The Sun.»
Con Winstanley y Langer, comenzó a trabajar en su segundo álbum Bona Drag, aunque solo grabó seis nuevas canciones para este. El resto del álbum comprende sus sencillos recientes y sus lados B. El álbum posicionó noveno. Dos de las canciones recién grabadas de Bona Drag fueron lanzadas como sencillos: «November Spawn a Monster», una canción sobre una mujer en silla de ruedas, que recibió críticas de algunos que creían que se burlaba de las personas con discapacidad. El segundo, «Piccadilly Palare», hace referencia a los taxi boys de Londres e incluyó palabras de la jerga gay polari. Lanzado en noviembre de 1990, alcanzó el número 19 en las listas. La canción también atrajo algunas críticas de la prensa gay británica, que opinaban que era un error para Morrissey utilizar polari cuando no era abiertamente gay; sin embargo, en una entrevista del año anterior, había reconocido su atracción tanto por hombres como mujeres.

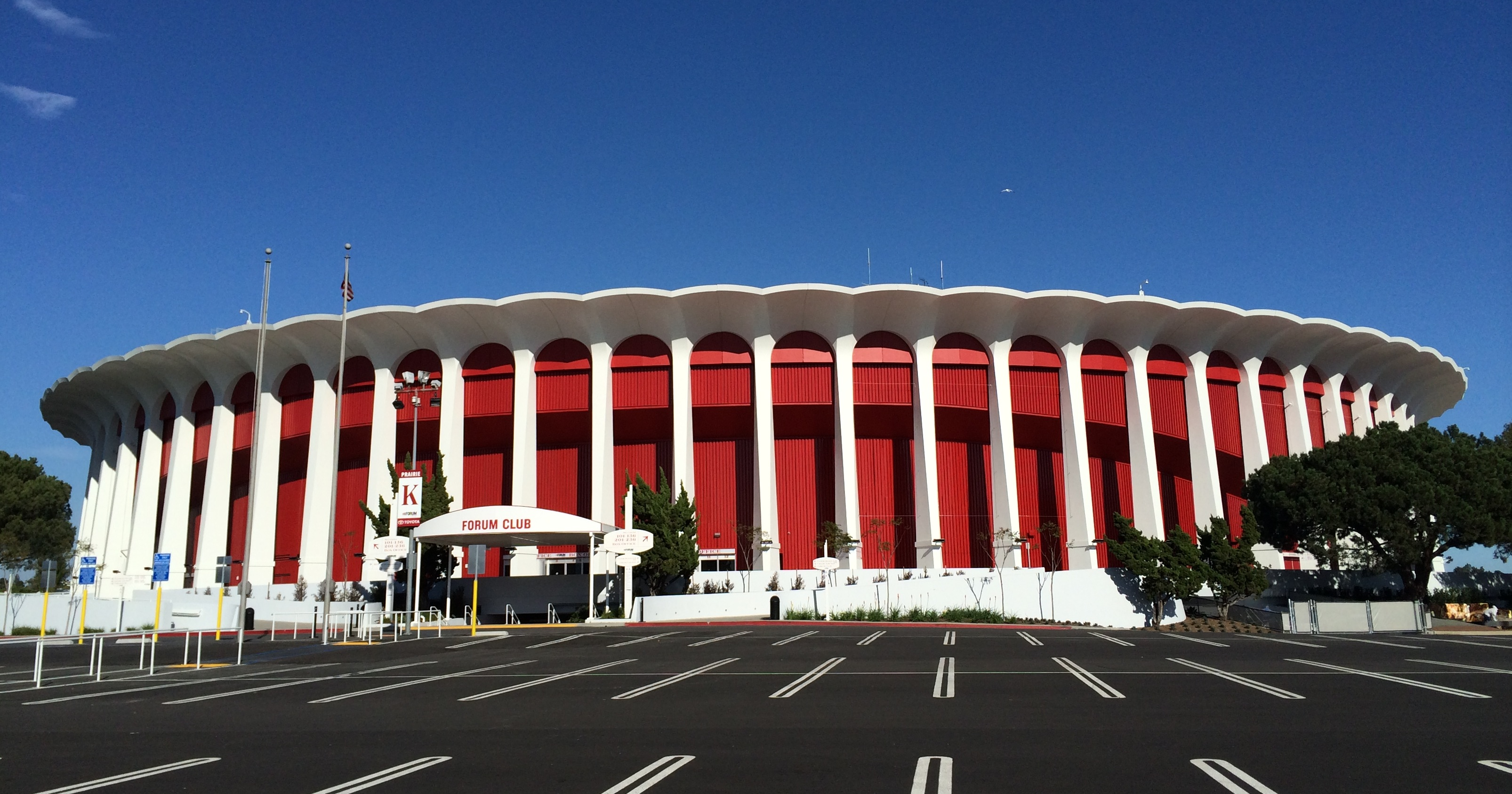
Morrissey agotó las entradas para su show en The Forum en Los Ángeles en quince minutos

Adoptando a Mark E. Nevin como su nuevo compañero de composición, Morrissey lanzó su tercer álbum de estudio, Kill Uncle, en marzo de 1991, el cual alcanzó el puesto número 8 en la lista de álbumes. Los dos sencillos lanzados para la promoción del álbum, «Our Frank» y «Sing Your Life», no pudieron entrar en el Top 20, alcanzando el número 26 y 33 respectivamente. Otra de las pistas del álbum, «Found, Found, Found», aludió a su amistad con Michael Stipe, el vocalista de la banda de indie rock R.E.M. Para su primera gira como solista, Morrissey reunió a varios músicos de rockabilly para su nueva banda de apoyo, incluyendo a Boz Boorer, Alain Whyte y Spencer Cobrin. Morrissey comenzó la gira de Kill Uncle en Europa, invitó a Phranc como su acto de apertura y decoró el escenario de cada actuación con una gran imagen de Edith Sitwell. En las fechas estadounidenses de su gira, agotó los 18 000 asientos de The Forum de Los Ángeles en quince minutos, más rápido de lo que Michael Jackson o Madonna habían hecho. Durante la presentación, David Bowie se subió al escenario para una versión de «Cosmic Dancer» de T. Rex. En los Estados Unidos, agotó las entradas en 25 de sus 26 presentaciones; una de ellas fue filmada por Tim Broad y lanzada en VHS como Live en Dallas. En su gira por Japón, se sintió frustrado por la dura postura de las autoridades hacia los fanes, y en Australasia canceló varias fechas debido a una sinusitis aguda.
La década de 1990 fue descrita por el biógrafo David Bret como la «fase oscura» en la relación de Morrissey con la prensa musical británica, que era cada vez más hostil y crítica hacia él. En algunos casos, la prensa difundía información errónea, como la afirmación de que él y Phranc estaban grabando una versión de «Don't Go Breaking My Heart»; u otros, como Barbara Ellen de NME, que estaban más cerca del ataque personal que de la reseña musical. NME afirmó que sus presentaciones canceladas reflejaban una falta de respeto hacia sus fanáticos. Morrissey se volvió cada vez más desconfiado al hablar con los periodistas de música británicos y expresó su frustración por cómo comparaban constantemente su trabajo en solitario con el de los Smiths. También le dijo a un entrevistador que la banda con la que trabajaba eran técnicamente mejores músicos que los Smiths.

### 1992-1995: Cambio de imagen
En julio de 1992, Morrissey lanzó el álbum Your Arsenal, que posicionó segundo en el UK Albums Chart. Fue el lanzamiento final del productor Mick Ronson. Morrissey relató que trabajar con Ronson había sido «el mayor privilegio de mi vida.» Your Arsenal reflejó el lamento de Morrissey por lo que consideraba el declive de la cultura británica frente a la creciente americanización. Él le dijo a un entrevistador que «todo está absorbido por la cultura estadounidense, todas las personas menores a 50 años hablan como ellos, y eso es triste. Una vez tuvimos una fuerte identidad y ahora se ha ido completamente.» Algunas canciones del álbum, particularmente «Certain People I Know» y «The National Front Disco», hablan de las vidas y experiencias de los jóvenes de clase trabajadora. Your Arsenal fue críticamente aclamado, y a menudo descrito como su mejor álbum desde Viva Hate. El primer sencillo, «We Hate It When Our Friends Become Successful», había sido lanzado en abril de 1992 y alcanzó el número 17. Esto fue seguido por «Certain People I Know», que alcanzó el número 34, y «You're the One for Me, Fatty», que alcanzó el número 19. De septiembre a diciembre, Morrissey embarcó en una gira de 53 fechas en la que él decoró el escenario con imágenes de Diana Dors, Elvis Presley y Charlie Richardson. Una de las actuaciones fue grabada y lanzada como Beethoven Was Deaf.
Durante este tiempo, la imagen de Morrissey había cambiado; según Simpson, el cantante se había convertido «de un esteta interesado en los muchachos rudos en un muchacho rudo interesado en el estetismo.»  Según Woods, Morrissey desarrolló un aire confiado de masculinidad, representando «una versión más robusta, corpulenta y fornida de sí mismo.» Esta nueva imagen se reflejó en el arte de portada de Your Arsenal; una fotografía tomada por Sterling que contó con Morrissey en el escenario con su camisa abierta, mostrando un torso musculoso.
Varias fuentes acusaron a Morrissey de racismo por hacer referencia al Frente Nacional, un partido político de extrema derecha, en su canción «The National Front Disco». Esta crítica ignoró el contexto irónico de la canción, que se compadecía en lugar de glorificar a los miembros del partido. De acuerdo con Bret, estas y otras acusaciones de racismo típicamente implicaban la descontextualización de las letras de Morrissey tales como en «Bengali in Platforms» y «Asian Rut». NME también acusó a Morrissey de racismo por los visuales que empleó durante su presentación en el Festival Madstock 1992 que contenía imágenes de chicas skinhead envueltas con una bandera de Gran Bretaña. Inversamente, estas acciones resultaron en que Morrissey fuera abucheado por un grupo de skinhead neonazis, que creían que se estaba apropiando de la cultura skinhead.

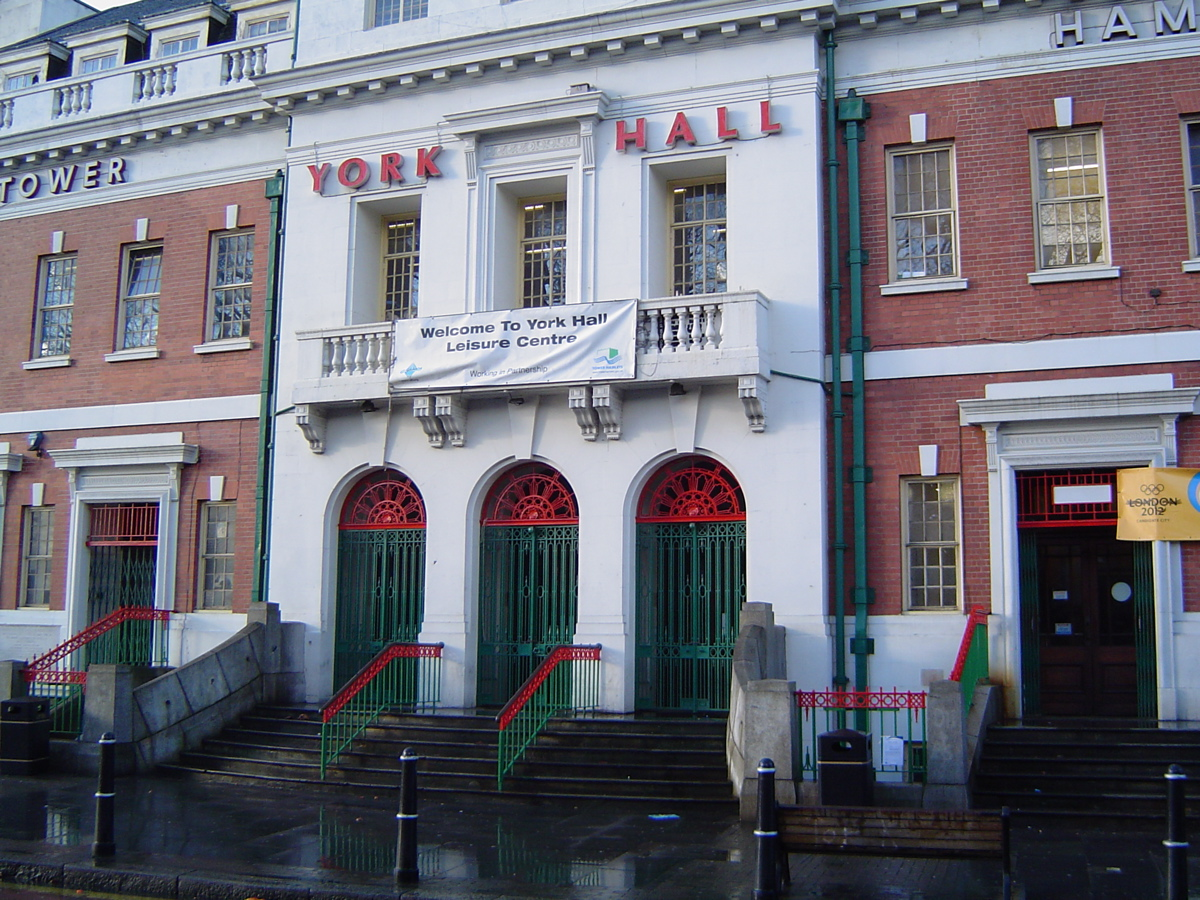
La sala de boxeo de York Hall, donde Morrissey frecuentaba a mediados de la década de 1990

A mediados de 1993, Morrissey coescribió con Whyte y Boorer su quinto álbum de estudio, Vauxhall and I, y fue producido por Steve Lillywhite. Morrissey describió al álbum como «el mejor que he hecho», y en ese momento creía que sería su último o penúltimo trabajo. El álbum fue un éxito crítico y comercial, encabezando la lista de álbumes del Reino Unido. El álbum había sido nombrado por Vauxhall, un distrito del suroeste de Londres famoso por el pub gay Royal Vauxhall Tavern. Una de las canciones del álbum, «The More You Ignore Me, The Closer I Get», fue lanzado como sencillo en marzo y alcanzó el número 8 en el Reino Unido. La carátula del sencillo contenía imágenes de Jake Walters, un skinhead de veinte años, que vivía con Morrissey en ese momento. Walters introdujo a Morrissey al York Hall, un lugar de boxeo en Bethnal Green, parte del East End de Londres, donde el cantante pasaba una gran cantidad de tiempo allí. Ese año también lanzó un sencillo que no pertenecía a ningún álbum, «Interlude», un dúo con Siouxsie Sioux: la canción era un cover de Timi Yuro. El sencillo fue publicado bajo el seudónimo Morrissey & Siouxsie; debido a problemas de la compañía discográfica, «Interlude» solo estuvo disponible como importación en los Estados Unidos.
En el otoño de 1994, Morrissey grabó cinco canciones en los Olympic Studios en el sur de Londres. En enero de 1995, el sencillo «Boxers» fue lanzado, alcanzando el número 23. En febrero de 1995, comenzó la gira Boxers con la banda Marion como apertura, y presentando un escenario con imágenes del boxeador Cornelius Carr. Uno de estos shows fue filmado por James O'Brien y lanzado en VHS como Introducing Morrissey. En diciembre de 1995, la canción «Sunny» fue lanzada como sencillo; trataba sobre un lamento por la relación terminada de Morrissey con Walters. La canción fue el primero de varios sencillos de Morrissey que no posicionó en las listas. En 1995, fue lanzado el álbum recopilatorio World of Morrissey, conteniendo en gran parte lados B.

### 1995-2003: Traslado a Los Ángeles
Después de que su contrato con EMI expiró, Morrissey firmó con RCA. En esta discográfica grabó su siguiente álbum, Southpaw Grammar, en los Estudios Miraval en el sur de Francia antes de lanzarlo en agosto de 1995. Su portada presenta una imagen del boxeador Kenny Lane. El álbum alcanzó el número 4, aunque tuvo poco impacto en comparación con sus dos predecesores. En septiembre de 1995, Morrissey fue el acto de apertura para la gira europea de Bowie, Outside Tour. Tras bambalinas en el concierto de Aberdeen, Morrissey fue llevado al hospital y no regresó para el resto de la gira.
En diciembre de 1996, un caso legal contra Morrissey y Marr por el baterista de los Smiths, Mike Joyce, llegó a la Corte Suprema. Joyce alegó que no había recibido su parte justa de las regalías de grabación y las presentaciones de su tiempo con la banda, pidiendo por lo menos £1 millón en daños y el 25% de todas las ventas futuras de los álbumes de los Smiths. Después de una audiencia de siete días, el juez falló a favor de Joyce. Resumiendo el caso, el juez de justicia Weeks se refirió a Morrissey como «sinuoso, truculento y no confiable cuando sus propios intereses estaban en juego», con las palabras «sinuoso» y «truculento» siendo ampliamente utilizadas en la cobertura de prensa de la sentencia. Marr pagó el dinero legalmente adeudado a Joyce, pero Morrissey lanzó una apelación contra el fallo. Afirmó que el juez había sido sesgado contra él desde el inicio del proceso debido a los comentarios críticos que había hecho sobre Margaret Thatcher. Morrissey perdió su apelación en julio de 1998, aunque lanzó otro poco después, que tampoco fue exitoso. En una declaración de noviembre de 2005, Morrissey dijo que Joyce le había costado £600 000 en honorarios legales y aproximadamente £1 515 000 en total.
Morrissey regresó en julio de 1997 lanzando el sencillo «Alma Matters» a través de Island Records, seguido por su siguiente álbum Maladjusted en agosto. El álbum alcanzó el puesto número 8. Sus otros dos sencillos, «Roy's Keen» y «Satan Rejected My Soul», posicionaron fuera del Top 30 en el UK Singles Chart. Después de haber estado descontento con el diseño de la portada de Southpaw Grammar, Morrissey cedió el control del arte de la portada de Maladjusted a su compañía discográfica, pero de nuevo estuvo insatisfecho con el resultado.
En 1998, Uncut informó que Morrissey ya no tenía un contrato discográfico. En 1999, comenzó una gira llamada Oye Esteban y fue uno de los principales actos del festival Coachella en California. La gira se extendió a México y Sudamérica.
Dejando Gran Bretaña, Morrissey compró una casa en Lincoln Heights, Los Ángeles. Anteriormente había sido la residencia de Carole Lombard y había sido rediseñada por William Haines. En los años que le siguieron, rara vez volvió a Gran Bretaña. En 2002, Morrissey regresó a los escenarios con una gira mundial, culminando en dos noches agotadas en el Royal Albert Hall, durante la cual interpretó canciones inéditas. Fuera de los Estados Unidos y Europa, también se llevaron a cabo conciertos en Australia y Japón. Durante este tiempo, Channel 4 filmó The Importance of Being Morrissey, un documental que se emitió en 2003; fue la primera entrevista importante de Morrissey en aparecer en la televisión británica. Él le comentó a los entrevistadores que estaba trabajando en una autobiografía, y expresó su crítica sobre los reality shows de música como Pop Idol, que en ese entonces estaban en su infancia.

### 2004-2010: Regreso
Morrissey firmó con Sanctuary Records, donde se le dio la difunta discográfica de reggae Attack Records para su próximo proyecto. Producido por Jerry Finn y grabado en Los Ángeles y Berkshire, el séptimo álbum solista de Morrissey fue You Are the Quarry; lanzado en mayo de 2004. La portada del álbum presenta una imagen de Morrissey con una ametralladora. Alcanzó el puesto número 2 en las listas de álbumes del Reino Unido y el número 11 en la lista Billboard de los Estados Unidos. El primer sencillo, «Irish Blood, English Heart», alcanzó el número 3, siendo este el sencillo mejor posicionado de toda su carrera. Para promocionar el álbum, hizo apariciones en Top of the Pops y en Later... with Jools Holland, y dio su primera entrevista televisiva en 17 años en Friday Night with Jonathan Ross. También accedió a entrevistas con varios medios de prensa, incluyendo NME, afirmando que «la vieja guardia desagradable» que controlaba la revista en la década de 1990 se había ido y que ya no eran más «el apestoso NME.»
Morrissey se embarcó en una gira mundial desde abril hasta noviembre de 2004. Celebró su cumpleaños número 45 con un concierto en el Manchester Arena, con Franz Ferdinand como su banda soporte. La presentación fue grabada y lanzada como DVD titulada Who Put the M in Manchester?. Morrissey también fue invitado a organizar el festival Meltdown de ese año en el Southbank Centre de Londres. Entre los actos que consiguió fueron Sparks, Loudon Wainwright III, Ennio Marchetto, Nancy Sinatra, The Cockney Rejects, Lypsinka, The Ordinary Boys, The Libertines y el dramaturgo Alan Bennett. Ese año también se presentó en varios festivales de música del Reino Unido, incluyendo Leeds, Reading y Glastonbury.

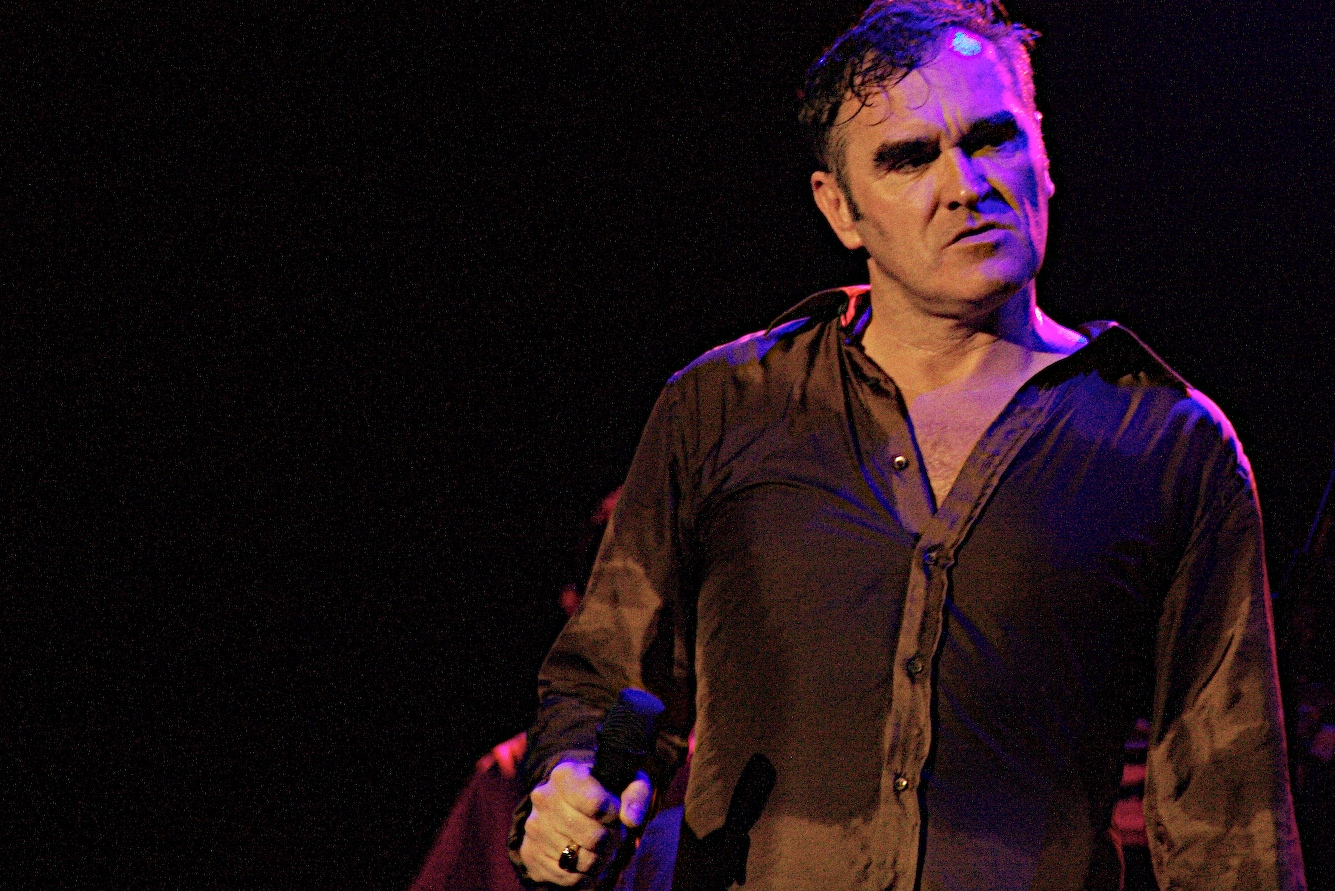
Morrissey tocando en 2006

El octavo álbum de estudio de Morrissey, Ringleader of the Tormentors, fue grabado en Roma y lanzado el 3 de abril de 2006. Debutó en el número 1 en el Reino Unido y 27 en los Estados Unidos. El álbum produjo cuatro éxitos: «You Have Killed Me», «The Youngest Was the Most Loved», «In the Future When All's Well» y «I Just Want to See the Boy Happy». Originalmente Morrissey iba a grabar el álbum con el productor Jeff Saltzman; sin embargo, él no pudo emprender el proyecto. Por ello, Tony Visconti se hizo cargo de la producción. Morrissey anunció que el álbum era «el más hermoso, tal vez el más suave, hasta ahora.» Billboard describió el álbum como exhibiendo «un sonido más grueso, más orientado al rock».
Morrissey demandó a NME por difamación por un artículo de 2007. En el artículo, NME criticó a Morrissey después de que supuestamente le dijo a un reportero que la identidad británica había desaparecido debido a la inmigración. Fue citado diciendo: «es muy difícil [volver a Inglaterra] porque, aunque no tengo nada contra personas de otros países, cuanto más alta es la afluencia a Inglaterra, más desaparece la identidad británica... las puertas de Inglaterra están inundadas. El país ha sido desechado.» Su mánager describió al artículo como un «asesinato de la reputación.» En 2008, The Word se disculpó en la corte por un escrito de David Quantick que comentó sobre el artículo de NME y sugirió que Morrissey era un racista. Morrissey aceptó su disculpa. La demanda legal contra NME comenzó en octubre de 2011 después de que Morrissey ganara una audiencia previa al juicio. El caso de Morrissey fue contra el editor de NME Conor McNicholas y la editorial IPC Media. En junio de 2012, ambas partes resolvieron la disputa. El abogado de Morrissey dijo que «no se buscó dinero como parte del acuerdo... La disculpa de NME en sí misma es suficiente y cierra el caso.»
A principios de 2007, Morrissey abandonó Sanctuary Records y se embarcó en una gira de Greatest Hits. La gira se extendió del 1 de febrero de 2007 al 29 de julio de 2008 y abarcó 106 conciertos en ocho países diferentes. Morrissey canceló 11 de estas fechas, incluyendo unos seis espectáculos consecutivos en el Roundhouse en Londres, debido a «problemas de garganta.» La gira consistió en tres partes: las dos primeras, que abarcan los Estados Unidos y México, con el apoyo de Kristeen Young, y la tercera por Europa e Israel, con el apoyo de Girl in a Coma.
En diciembre de 2007, Morrissey firmó contrato con el sello Decca Records, que incluía un álbum de Greatest Hits y un álbum recién grabado para el otoño de 2008. Morrissey lanzó «That's How People Grow Up». como el primer sencillo de su nuevo álbum Greatest Hits. Alcanzó el número 14 en las listas británicas. Un crítico observó que el álbum solo incluye canciones que alcanzaron el Top 15 en las listas, poniendo el énfasis en nuevas canciones y haciendo que el CD sea más adecuado para los nuevos oyentes que para los fanes antiguos. El álbum alcanzó el puesto número 5 en su semana de lanzamiento. Un segundo sencillo de los grandes éxitos, «All You Need Is Me», fue lanzado en marzo.

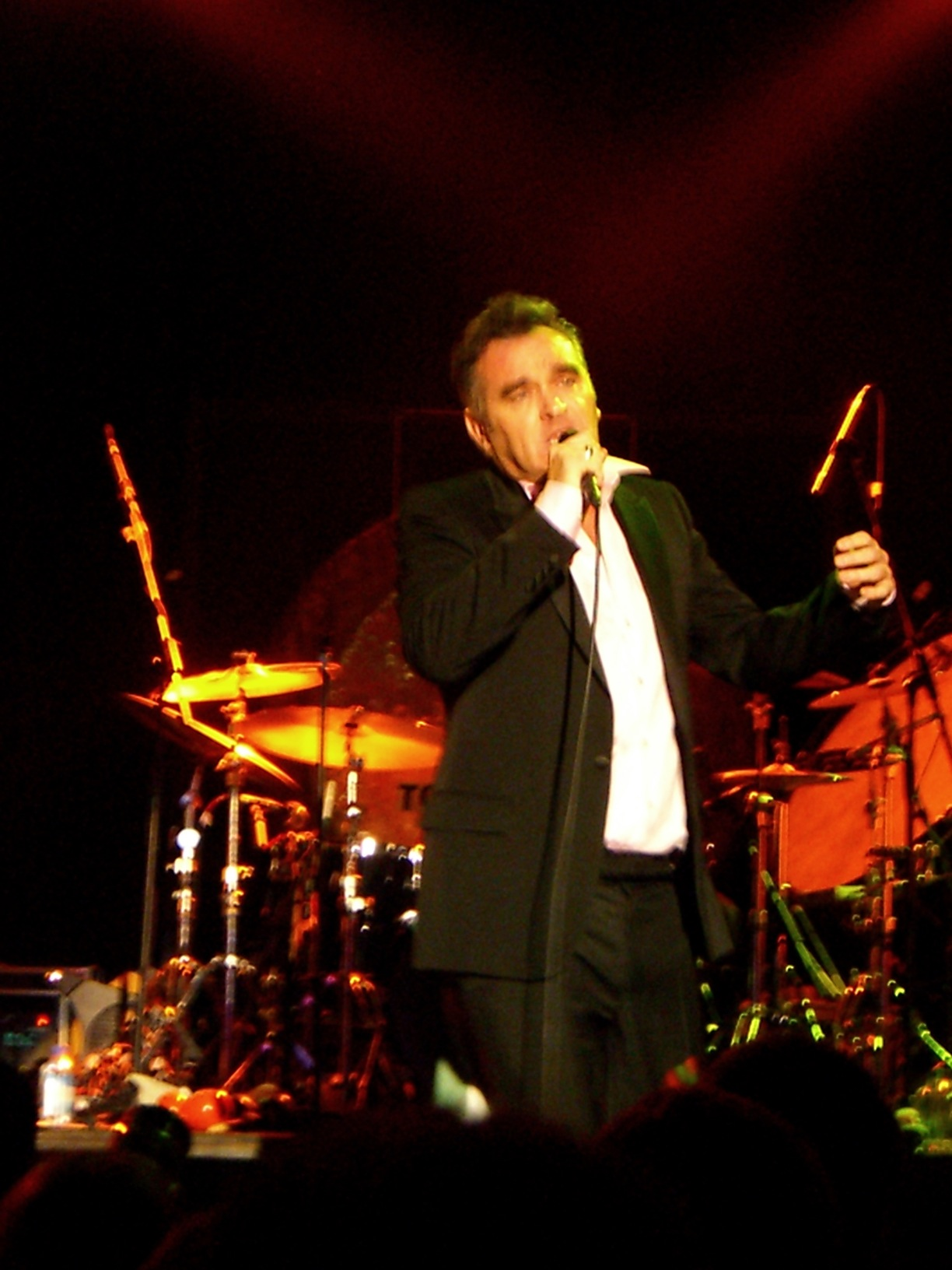
Morrissey en SXSW en 2006

El 30 de mayo de 2008, se anunció que el noveno álbum de estudio de Morrissey, Years of Refusal, sería producido por Jerry Finn. El 5 de agosto de 2008 se informó que, aunque originalmente saldría en septiembre, Years of Refusal se había aplazado hasta febrero de 2009, como resultado de la muerte de Finn y la falta de un sello estadounidense para distribuir el álbum. Mientras tanto, Warner Music anunció el próximo lanzamiento de Morrissey: Live at The Hollywood Bowl, un DVD de la presentación en vivo que tuvo lugar en el Hollywood Bowl de Los Ángeles el 8 de junio de 2007. Morrissey recibió noticias del lanzamiento del DVD e imploró a los fanes que no lo compraran. El DVD nunca fue lanzado.
En noviembre de 2008, la revista Rolling Stone clasificó a Morrissey como el 92do de «los 100 mejores cantantes de todos los tiempos». La lista se compiló a partir de un panel de 179 «expertos en música» como Bruce Springsteen, Alicia Keys y Bono, a quienes se les pidió nombrar a sus 20 vocalistas favoritos.
En una entrevista con la estación de radio de Londres XFM, Morrissey afirmó que «las posibilidades eran escasas» de que continuara cantando pasado los 55 años.
Years of Refusal fue lanzado en todo el mundo el 16 de febrero de 2009 por Universal Music Group, alcanzando el número 3 en el Reino Unido y 11 en el Billboard 200. El álbum fue ampliamente aclamado por los críticos, y tuvo comparaciones con Your Arsenal y Vauxhall and I. Una reseña de Pitchfork señaló que con Years of Refusal Morrissey «se ha redescubierto a sí mismo, encontrando nueva potencia en su arsenal familiar. El rejuvenecimiento de Morrissey es más obvio en la fuerza renovada de su voz» y lo llamó su «álbum más venenoso, sobre un ajuste de cuentas, que de una manera pervertida hace que sea su álbum más atractivo.» «I'm Throwing My Arms Around Paris» y «Something Is Squeezing My Skull» fueron lanzados como sencillos del disco. La canción «Black Cloud» cuenta con la guitarra de Jeff Beck. Para promocionar el álbum, Morrissey viajó a lo largo de 2009 por los Estados Unidos, Irlanda, Escocia, Inglaterra y por primera vez en Rusia.
En 2009, se publicaron ediciones remasterizadas de Southpaw Grammar de 1995 y Maladjusted de 1997. Ambos presentaron una lista de canciones reorganizada con la inclusión de lados B y outtakes, así como nuevas ilustraciones y notas escritas por Morrissey.
En octubre de 2009, fue lanzada una colección lados B de 2004-2009 titulada Swords. El álbum alcanzó el número 55 en la lista de álbumes del Reino Unido, y Morrissey más tarde llamó a la compilación «un humilde desastre.» En la segunda fecha de la gira británica para promocionar Swords, Morrissey tuvo dificultades respiratorias después de la canción de apertura de su set, «This Charming Man», en el Oasis Centre en Swindon. Fue llevado al hospital y dado de alta al día siguiente. Después de la gira, se anunció que Morrissey había cumplido con su obligación contractual con Universal Records y nuevamente estaba sin una compañía discográfica.
En octubre de 2010, EMI reeditó el álbum de 1990 Bona Drag con su imprenta Major Minor. El lanzamiento contó con seis pistas inéditas adicionales, y alcanzó el número 67 en las listas del Reino Unido. El sencillo de 1988 «Everyday is Like Sunday» también fue reeditado para coincidir con su lanzamiento en CD y en vinilo de 7 pulgadas.

### Desde 2010: Lanzamientos posteriores y libros
En abril de 2011, EMI emitió una nueva compilación, Very Best of Morrissey, en el cual el cantante había elegido la lista de canciones y la portada. En marzo de 2011, se anunció que Morrissey estaba ahora bajo la dirección de Ron Laffitte. Entre junio y julio de 2011, Morrissey tocó en el Reino Unido; durante sus presentaciones en el Glastonbury Festival, Morrissey criticó al primer ministro británico David Cameron por intentar evitar una prohibición de que los animales salvajes actúen en circos, llamándolo «un tonto». Esto fue seguido por varias fechas en otros lugares de Europa. La gira de 2012 de Morrissey comenzó en Sudamérica y continuó a través de Asia y Norteamérica. Morrissey tuvo conciertos en Bélgica, Italia, Grecia, Turquía, Israel, Portugal, Inglaterra y Escocia. A finales de septiembre, mientras visitaba la librería Strand en Manhattan, salvó a una anciana que se había desmayado a su lado. El 12 de noviembre de 2012, Morrissey anunció que continuaría su gira por Norteamérica añadiendo 32 ciudades comenzando en Greenvale, Nueva York el 9 de enero y terminando en Portland, Oregón, el 8 de marzo. Patti Smith y su banda fueron invitados especiales en el concierto de Staples Center en Los Ángeles, y Kristeen Young abrió todas las noches.

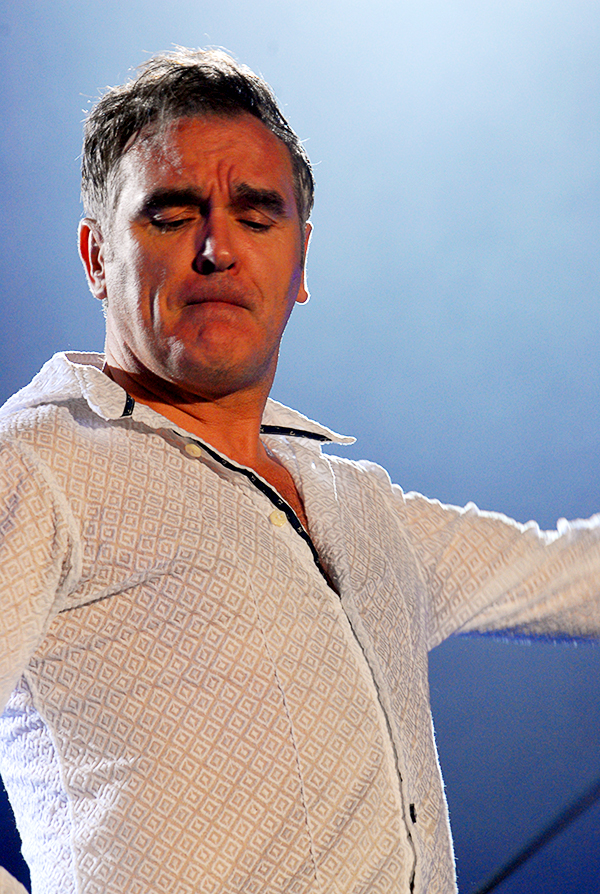
Morrissey durante su presentación en el Hop Farm Festival 2011

En enero de 2013, Morrissey fue diagnosticado con una úlcera sangrante y varios compromisos fueron reprogramados. El 7 de marzo, Morrissey fue hospitalizado de nuevo, esta vez con neumonía en ambos pulmones. Una semana más tarde, finalmente se anunció que el resto de la gira había sido cancelada. Durante su rehabilitación pasó un tiempo en Irlanda, donde vio a la selección de fútbol de Irlanda jugar un partido contra Austria en compañía de su primo Robbie Keane.
El 8 de abril, EMI volvió a lanzar el sencillo «The Last of the Famous International Playboys» respaldado por tres nuevas canciones, «People Are the Same Everywhere», «Action Is My Middle Name» y «The Kid's a Looker», todos grabadas en 2011. En abril, Morrissey anunció que realizaría shows en México, Brasil, Argentina, Perú y Chile, a partir de junio. En agosto, el concierto de Morrissey en Hollywood High School el 2 de marzo de 2013 tuvo un estreno mundial de cine. 25 Live marca el 25° año de Morrissey como solista, y fue el primer DVD de Morrissey autorizado en nueve años. El 22 de julio, Morrissey anunció la cancelación de la etapa Sudamericana de su gira debido a una «falta de fondos», diciendo que era «la gota que rebalsó el vaso».
En octubre de 2013, la autobiografía de Morrissey, titulada Autobiography, fue lanzada después de que una «disputa de contenido» la había retrasado desde la fecha de lanzamiento inicial del 16 de septiembre de 2013. El lanzamiento del libro causó controversia ya que fue publicado como un «clásico contemporáneo» de Penguin Books a petición de Morrissey. Algunos críticos sintieron que devaluó la etiqueta de Penguin. Morrissey había completado el libro de 660 páginas en 2011 antes de que editores como Penguin Books y Faber and Faber adquirieran los derechos. El libro se lanzó con opiniones divergentes con el Daily Telegraph dándole una reseña de cinco estrellas que lo describió como «la mejor autobiografía musical escrita desde Chronicles de Bob Dylan» ", mientras que The Independent llamó al libro «narcisista». El libro entró en las listas de libros del Reino Unido en el número 1 con casi 35 000 copias vendidas en su primera semana. En diciembre, una versión de «Satellite of Love» de Lou Reed fue lanzada como sencillo.
En enero de 2014, Morrissey anunció un contrato de dos discos con Capitol Music. Su décimo álbum de estudio, World Peace Is None of Your Business, fue lanzado en julio. Antes de su lanzamiento, se embarcó en una gira por Estados Unidos en mayo, pero fue hospitalizado en Boston a principios de junio, cancelando las nueve fechas restantes de la gira. Después de terminar una gira de seis presentaciones en el Reino Unido, hizo una gira por Estados Unidos durante junio y julio, incluyendo un concierto en Nueva York con Blondie como invitada especial en el Madison Square Garden. En julio de 2015, afirmó públicamente que un guardia de seguridad lo había manoseado en el Aeropuerto Internacional de San Francisco. A pesar de realizar una denuncia de acoso sexual; la administración de seguridad del transporte no encontró pruebas justificantes para actuar sobre la acusación. En agosto, Capitol Music y Harvest Records terminaron sus contratos con Morrissey. En octubre, reveló que había recibido tratamiento para su cáncer de esófago.

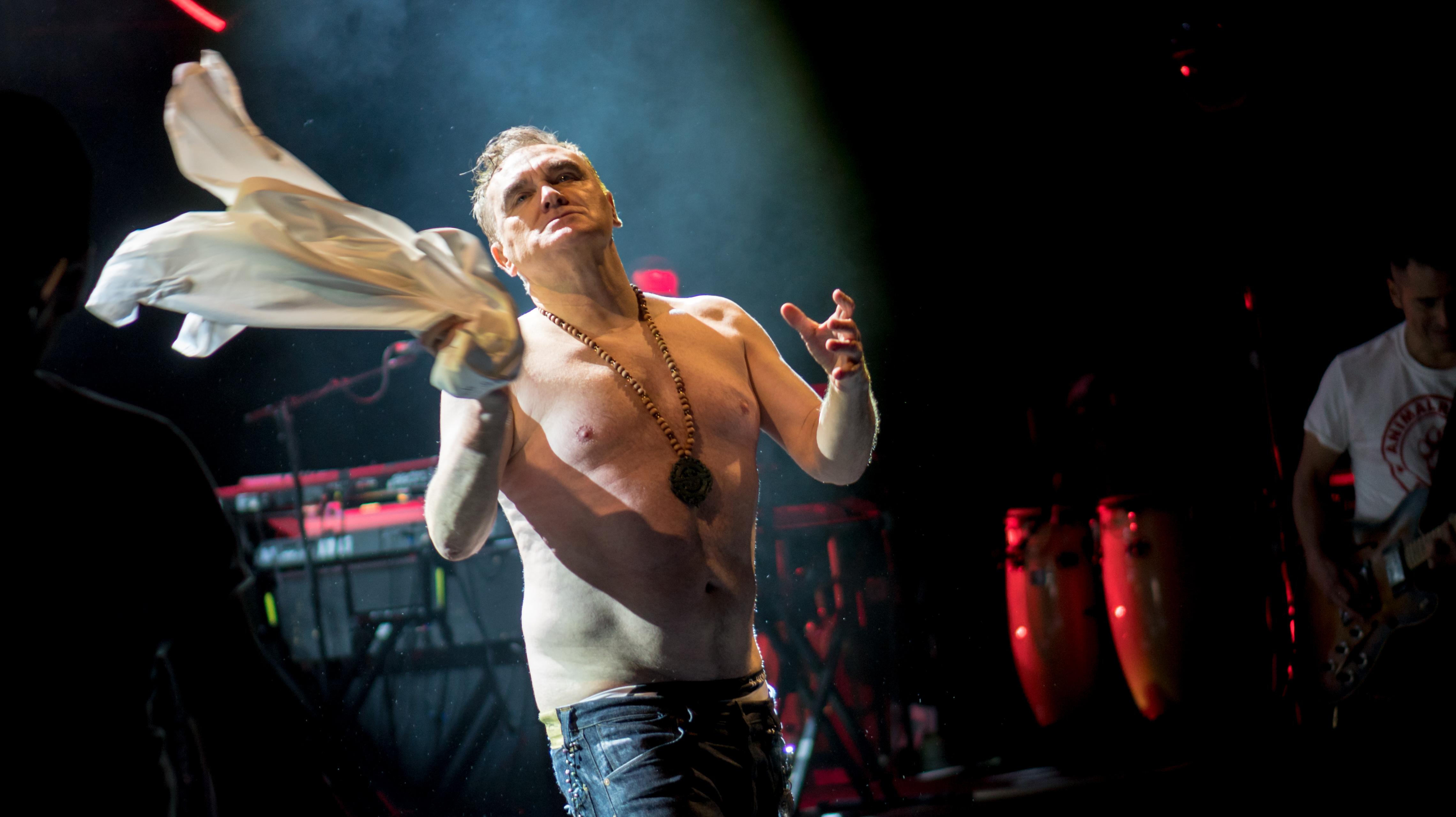
Morrissey tocando en Royal Albert Hall en marzo de 2018

En septiembre de 2015, Penguin Books publicó la primera novela de Morrissey, List of the Lost.
En noviembre de 2017, su undécimo álbum de estudio, Low in High School, fue lanzado a través de BMG y la propia discográfica de Morrissey Etienne. Ese mismo mes, Morrissey atrajo la atención de la prensa y la crítica por los comentarios hechos en una entrevista con Der Spiegel, donde declaró que era «bastante triste» que las identidades nacionales distintas en Europa estaban siendo socavadas por los políticos que intentaban «introducir un aspecto multicultural a todo», y que algunos individuos que reclaman victimismo como parte del movimiento Me Too no fueron víctimas genuinas de agresión sexual sino que estaban «simplemente decepcionadas.» Morrissey acusó a Der Spiegel de haberlo citado erróneamente y dijo que sería su última entrevista impresa. Dos espectáculos en el Hollywood Bowl de Los Ángeles fueron anunciados para noviembre de ese año. Morrissey anunció su primera gira por el Reino Unido desde 2015. Comenzó en Aberdeen y concluyó en Londres.
En noviembre de 2018, Morrissey lanzó un cover de «Back On The Chain Gang» de los Pretenders, donde la interpretó en el The Late Late Show with James Corden. En diciembre de 2018, reveló el título y la lista de canciones de su duodécimo álbum de estudio, California Son, que contendrá doce covers. En marzo de 2019, se anunció que Morrissey tocará siete noches en el Teatro Lunt-Fontanne en mayo, parte de un contrato con Broadway.
En 2024, "Interlude", el dueto de Morrissey con Siouxsie, se reeditará en vinilo dorado de 12 pulgadas para el Record Store Day el 20 de abril de 2024; Estará disponible en España.

## Vida personal
A lo largo de su carrera, Morrissey ha conservado una vida personal privada. Mantiene una serie de casas en Los Ángeles, Roma, Suiza y el Reino Unido. En 2017, Los Ángeles declaró el 10 de noviembre el «día de Morrissey». Los amigos se refieren a él como «Morrissey», ya que no le gusta el apodo «Moz».
Stringer caracterizó a Morrissey como un hombre con varios rasgos contradictorios: «un «antiestrella» ordinario, de clase trabajadora, que sin embargo ama acaparar el protagonismo, un buen hombre que dice las cosas más desagradables de otras personas, y un hombre tímido que también es un escandaloso narcisista.» Además sugirió que parte del atractivo de Morrissey era que transmitía la imagen de un caballero inglés. Del mismo modo, el biógrafo de Morrissey David Bret describió al cantante como «inglés por excelencia», mientras que Simpson lo calificó como un little Englander. Durante la década de 1980, el entrevistador Paul Morley declaró que Morrissey «se establece como un hombre decente y tiene éxito porque eso es lo que es.» Eddie Sanderson, quien entrevistó a Morrissey para The Mail on Sunday en 1992, dijo que «debajo de toda esa fachada de estrella de rock, Morrissey es en realidad un tipo muy agradable, de excelente compañía, perfectamente dispuesto y capaz de hablar de cualquier tema que uno le discuta.» Después de haberlo fotografiado en 2004, el fotógrafo Mischa Richter describió a Morrissey como «genuinamente adorable.»
También es conocido por sus críticas a los consumidores de carne, a la prensa de música británica, a la realeza y a los políticos. Según Bret, sus «ataques fulminantes» en aquellos que no le agradan se realizan normalmente de una manera «relajada». Morrissey es católico no practicante, aunque ha expresado su crítica a la Iglesia católica. En 1991, dijo que creía en la vida después de la muerte. Morrissey es primo de Robbie Keane, futbolista irlandés y excapitán de la selección nacional de fútbol de Irlanda. Ha comentado que «ver [a Robbie] marcar en la cancha como un león, tan ligero como un astronauta, es terapia pura.» Es también fanático del boxeo. Ha confesado que sufrió de depresión clínica para la cual ha buscado ayuda profesional.

### Defensa de los derechos de los animales
Defensor vocal de cuestiones del bienestar y los derechos de los animales, Morrissey ha sido vegetariano desde los 11 años. Él ha explicado su vegetarianismo diciendo que «Si amas a los animales, obviamente no tiene sentido lastimarlos.» Según una entrevista de 2015 con Larry King, Morrissey es actualmente vegano. En una entrevista de 2018, Morrissey afirmó que mientras él se «niega a comer cualquier cosa que tuvo una madre» siempre ha tenido dificultades con la comida, alegando que solo come pan, papas, pasta y nueces.
Morrissey es partidario de Personas por el Trato Ético de los Animales (PETA). En reconocimiento a su apoyo, lo honraron con el Premio Conmemorativo Linda McCartney en su Gala 25º, el 10 de septiembre de 2005. En 2012, apareció en una de sus campañas publicitarias, alentando a las personas a que castren a sus perros y gatos para ayudar a reducir el número de mascotas sin hogar. En 2014, PETA colaboró con la animadora Anna Saunders para crear una caricatura llamada «Someday» en honor al cumpleaños 55 de Morrissey. Contiene la canción de Morrissey «I Know It's Gonna Happen Someday» y muestra la vida de un pollito.
Morrissey ha criticado a personas del Reino Unido que están involucradas en la promoción del consumo de carne, en particular a Jamie Oliver y Clarissa Dickson Wright, con esta última a favor de la caza del zorro. En respuesta, Dickson Wright afirmó: Morrissey está «alentando a la gente a cometer actos de violencia y soy consciente de que algo me podría pasar.» El parlamentario conservador David Davis criticó los comentarios de Morrissey, diciendo que «cualquier incitación a la violencia es evidentemente errónea en una sociedad civilizada y debe ser investigada por la policía.» Morrissey también criticó a la familia real británica por su participación en la caza de zorros.
El 27 de marzo de 2006, Morrissey publicó una declaración de que no incluiría ninguna fecha en Canadá en su gira mundial de ese año, y apoyó un boicot a los productos canadienses en protesta contra la caza anual de focas del país, que describió como una «barbárica y cruel matanza.» El 20 de septiembre de 2018, anunció que volvería a tocar en Canadá, sintiendo que su anterior postura «no tenía sentido y no ayudó a nadie», y se comprometió a donar a grupos de protección de animales en las ciudades que toca. También invitó a esos grupos a realizar puestos en sus conciertos.
Durante una entrevista con Simon Armitage en 2010, Morrissey dijo que «[y] usted no puede evitar sentir que los chinos son una subespecie» debido a su «horroroso» trato hacia los animales. Armitage comentó: «él debe haber sabido que haría olas, no es tonto. Pero claramente, cuando se trata del bienestar y los derechos de los animales, es absolutamente inquebrantable en sus creencias. En su opinión, si tratas mal a un animal, eres menos que humano.»
En un concierto en Varsovia, Polonia el 24 de julio de 2011, Morrissey declaró: «todos vivimos en un mundo asesino, como lo han demostrado los acontecimientos en Noruega, con 97 muertos. Aunque eso no es nada comparado con lo que sucede en McDonald's y Kentucky Fried Shit todos los días», en referencia a los atentados de Anders Breivik en Noruega el 22 de julio. Su declaración fue descrita como cruda e insensible por NME. Más tarde se explayó diciendo: «Si usted se siente horrorizado con los asesinatos de Noruega, entonces por consiguiente siente horror por el asesinato de cualquier ser inocente. No se puede ignorar el sufrimiento de los animales simplemente porque los animales “no son como nosotros.”»
En febrero de 2013, después de mucha especulación, se informó que el Staples Center había acordado por primera vez hacer que cada vendedor en la arena ofrezca comida 100% vegetariana para la presentación de Morrissey del primero de marzo. De esta manera, cerrando todas las sucursales McDonald's. En un comunicado de prensa, Morrissey declaró, «yo no lo veo como una victoria para mí, sino una victoria para los animales.» La solicitud fue previamente denegada a Paul McCartney. A pesar de estos informes, el Staples Center retuvo algunos vendedores de carne mientras cerraba McDonald's. Más tarde en febrero, Morrissey canceló una aparición en Jimmy Kimmel Live! después de enterarse de que los invitados para esa noche era el elenco de Duck Dynasty, un programa de televisión sobre una familia que crea reclamos para su uso en la caza. Morrissey se refirió al reparto como «asesinos seriales de animales.»
En 2014, Morrissey declaró que él creía que «no hay diferencia entre comer animales y la pedofilia. Ambos son violación, violencia, asesinato.» En septiembre de 2015, expresó su rechazo en el escándalo «Piggate», diciendo que si el primer ministro David Cameron había insertado «una parte privada de su anatomía» en la boca de la cabeza cortada de un cerdo muerto mientras estaba en la universidad, entonces demostró «una insensibilidad y completa falta de empatía que no corresponde a la de un hombre en su posición, y debería renunciar.» También en septiembre, llamó «idiota» a la campaña del político australiano Greg Hunt a sacrificar 2 millones de gatos, describiendo los gatos como versiones más pequeñas del león Cecil.

## Banda
Miembros actuales
- Boz Boorer – guitarra (1991–presente)
- Jesse Tobias – guitarra (2005–presente)
- Matt Walker – batería (2007–presente)
- Gustavo Manzur – teclado (2012–presente)
- Mando López – bajo eléctrico (2014–presente)

## Discografía

### The Smiths
- The Smiths (1984)
- Meat Is Murder (1985)
- The Queen Is Dead (1986)
- Strangeways, Here We Come (1987)

### Solista
- Viva Hate (1988)
- Bona Drag (1990)
- Kill Uncle (1991)
- Your Arsenal (1992)
- Vauxhall and I (1994)
- Southpaw Grammar (1995)
- Maladjusted (1997)
- You Are the Quarry (2004)
- Ringleader of the Tormentors (2006)
- Years of Refusal (2009)
- World Peace Is None of Your Business (2014)
- Low In High-School (2017)
- California Son (2019)[310]
- I Am Not a Dog on a Chain (2020)
- Bonfire of Teenagers (2021)[311]

## Publicaciones

### Publicaciones de Morrissey
- The New York Dolls. por Steven Patrick Morrissey.
  - Mánchester: Babylon, 1981.
  - Reimpresión. Mánchester: Babylon, 1995. ISBN 978-0-907188-50-6.
- James Dean is Not Dead, Mánchester: Babylon, 1983. ISBN 978-0-907188-06-3. Por Steven Patrick Morrissey.
- Exit Smiling, Mánchester: Babylon, 1998. ISBN 978-0-907188-47-6. Edición de 1000 copias. Por Steven Patrick Morrissey.
- Morrissey (2013). Autobiografía (en inglés). Londres: Penguin Classic. ISBN 978-0-14-139481-7..
- List of the Lost. Londres: Penguin, 2015. ISBN 978-0-14-198296-0.

### Publicaciones con contribuciones por Morrissey
- Marc Bolan: Wilderness of the Mind. Londres: Xanadu, 1992. ISBN 978-1-85480-155-5. Por John Willians y Caron Thomas. Con introducción escrita por Morrissey. Sobre Marc Bolan.
- Cockney Reject. John Black, 2005. ISBN 978-1-84454-881-1. Por Jeff Turner y Gary Bushell. Con prólogo escrito por Morrissey. Sobre Cockney Rejects.
- The Autobiography: Bowie, Bolan and the Brooklyn Boy. Nueva York: HarperCollins, 2007. ISBN 978-0-00-722945-1. Por Tony Visconti. Con prólogo escrito por Morrissey.

## Premios y nominaciones
Brit Awards
| Año  | Trabajo nominado | Categoría                         | Resultado |
| ---- | ---------------- | --------------------------------- | --------- |
| 1995 | Morrissey        | Mejor artista británico masculino | Nominado  |
| 2005 | Morrissey        | Mejor artista británico masculino | Nominado  |

GAFFA Awards
| Año  | Trabajo nominado | Categoría                         | Resultado |
| ---- | ---------------- | --------------------------------- | --------- |
| 2004 | Morrissey        | Mejor cantante extranjero del año | Ganador   |

Grammy Awards
| Año  | Trabajo nominado | Categoría                         | Resultado |
| ---- | ---------------- | --------------------------------- | --------- |
| 1993 | Your Arsenal     | Mejor álbum de música alternativa | Nominado  |

Ivor Novello Awards
| Año  | Trabajo nominado | Categoría                                    | Resultado |
| ---- | ---------------- | -------------------------------------------- | --------- |
| 1998 | Morrissey        | Destacada contribución a la música británica | Ganador   |

Lunas del Auditorio
| Año  | Trabajo nominado | Categoría                        | Resultado |
| ---- | ---------------- | -------------------------------- | --------- |
| 2007 | Morrissey        | Mejor artista de rock extranjero | Nominado  |

MOJO Awards
| Año  | Trabajo nominado | Categoría         | Resultado |
| ---- | ---------------- | ----------------- | --------- |
| 2004 | Morrissey        | Mejor ícono       | Ganador   |
| 2005 | Morrissey        | Mejor inspiración | Nominado  |

Meteor Music Awards
| Año  | Trabajo nominado | Categoría                             | Resultado |
| ---- | ---------------- | ------------------------------------- | --------- |
| 2005 | Morrissey        | Mejor artista internacional masculino | Ganador   |
| 2010 | Morrissey        | Mejor artista internacional masculino | Nominado  |

NME Awards
| Año  | Trabajo nominado | Categoría        | Resultado                              |                   |          |
| ---- | ---------------- | ---------------- | -------------------------------------- | ----------------- | -------- |
| 1984 | Morrissey        | Mejor compositor |                                        |                   |          |
| 2006 | Morrissey        | Mejor compositor | Morrissey: Who Put the M in Manchester | Mejor DVD musical | Nominado |

PLUG Awards
| Año  | Trabajo nominado                       | Categoría                 | Resultado |
| ---- | -------------------------------------- | ------------------------- | --------- |
| 2006 | Morrissey: Who Put the M in Manchester | Mejor DVD musical del año | Nominado  |

Q Awards
| Año  | Trabajo nominado             | Categoría             | Resultado |
| ---- | ---------------------------- | --------------------- | --------- |
| 1994 | Morrissey                    | Mejor compositor de Q | Ganador   |
| 1994 | «Irish Blood, English Heart» | Mejor canción         | Nominado  |

Rober Awards Music Poll
| Año  | Trabajo nominado    | Categoría             | Resultado |
| ---- | ------------------- | --------------------- | --------- |
| 2013 | «Satellite of Love» | Mejor cover           | Nominado  |
| 2014 | Morrissey           | Mejor regreso del año | Ganador   |